# Texaco/Havoline Houston Grand Prix 2000
Texaco Grand Prix of Houston 2000 var den artonde deltävlingen i CART World Series 2000. Racet kördes den 1 oktober i Reliant Park, Houston, Texas.

## Tävlingen
Chip Ganassi Racing byggde vidare på den starka formkurva stallet haft de sista racen, och tog genom Jimmy Vasser och Juan Pablo Montoya säsongens första dubbelseger. Däremot försvann i praktiken Montoyas chanser att försvara titeln från 1999, då Gil de Ferran blev trea i racet. De Ferrans ledning var 19 poäng ned till Paul Tracy, och 22 poäng till Roberto Moreno. Michael Andrettis möjligheter att upprepa mästerskapstiteln från 1991 såg mycket små ut, efter att ha missat poäng ännu en gång. Dock hade nio förare matematisk chans att vinna titeln, med två race kvar att köra. De Ferran skulle dock säkra titeln med ett gynnsamt resultat i Australien.

## Resultat
| Plats | Förare               | Team                     | Grid | Kvaltid  |
| ----- | -------------------- | ------------------------ | ---- | -------- |
| 1     | Jimmy Vasser         | Chip Ganassi Racing      | 3    | 58,844   |
| 2     | Juan Pablo Montoya   | Chip Ganassi Racing      | 6    | 58,961   |
| 3     | Gil de Ferran        | Marlboro Team Penske     | 1    | 58,747   |
| 4     | Paul Tracy           | Team KOOL Green          | 9    | 59,223   |
| 5     | Hélio Castroneves    | Marlboro Team Penske     | 4    | 58,846   |
| 6     | Christian Fittipaldi | Newman/Haas Racing       | 7    | 59,131   |
| 7     | Adrián Fernández     | Patrick Racing           | 16   | 59,723   |
| 8     | Shinji Nakano        | Walker Racing            | 18   | 59,940   |
| 9     | Oriol Servià         | PPI Motorsports          | 15   | 59,709   |
| 10    | Tony Kanaan          | Mo Nunn Racing           | 10   | 59,228   |
| 11    | Roberto Moreno       | Patrick Racing           | 14   | 59,617   |
| 12    | Alex Barron          | Dale Coyne Racing        | 23   | 1.00,652 |
| 13    | Michael Andretti     | Newman/Haas Racing       | 5    | 58,909   |
| 14    | Cristiano da Matta   | PPI Motorsports          | 12   | 59,285   |
| 15    | Kenny Bräck          | Team Rahal               | 13   | 59,383   |
| 16    | Alex Tagliani        | Forsythe Racing          | 8    | 59,150   |
| 17    | Tarso Marques        | Dale Coyne Racing        | 11   | 59,269   |
| 18    | Michel Jourdain Jr.  | Bettenhausen Motorsports | 24   | 1.00,963 |
| 19    | Patrick Carpentier   | Forsythe Racing          | 19   | 59,842   |
| 20    | Mark Blundell        | PacWest Racing           | 20   | 1.00,338 |
| 21    | Memo Gidley          | Della Penna Motorsports  | 22   | 1.00,419 |
| 22    | Luiz Garcia Jr.      | Arciero Racing           | 25   | 1.03,019 |
| 23    | Maurício Gugelmin    | PacWest Racing           | 21   | 1.00,359 |
| 24    | Max Papis            | Team Rahal               | 17   | 59,739   |
| 25    | Dario Franchitti     | Team KOOL Green          | 2    | 58,843   |